# Gödre
Gödre (deutsch Gödring, kroatisch Đudra) ist eine ungarische Gemeinde mit gut 850 Einwohnern (Stand 2015) im Kreis Hegyhát im Komitat Baranya. Zur Gemeinde gehört der südöstlich gelegene Ortsteil Gödreszentmárton.

## Geografische Lage
Gödre liegt gut zehn Kilometer nordwestlich der Kreisstadt Sásd. Nachbargemeinden sind Baranyajenő und Szentbalázs, das sich im Komitat Somogy befindet.

## Gemeindepartnerschaften
- Hofen (Aalen), Deutschland

## Sehenswürdigkeiten
- Heimatmuseum (Múltház)
- Kalvarienberg, westlich des Ortes gelegen
- Römisch-katholische Kirche Nagyboldogasszony templom, erbaut 1766–1773 (Barock)
- Römisch-katholische Kapelle Szent Kereszt, erbaut 1855, im Ortsteil Gödreszentmárton
- Schloss Szily (Szily-kastély) mit Park im Ortsteil Gödreszentmárton
- Siskovics-Kapelle (Siskovics-kápolna)

## Verkehr
Durch Gödre verläuft die Hauptstraße Nr. 66. Es bestehen Busverbindungen über Szentbalázs und Sántos nach Kaposvár sowie über Baranyajenő nach Sásd, wo sich der nächstgelegene Bahnhof befindet.